# Hallsjön (Tvings socken, Blekinge)
Hallsjön är en sjö i Karlskrona kommun i Blekinge och ingår i Nättrabyåns huvudavrinningsområde. Sjön har en area på 0,0961 kvadratkilometer och ligger 74,6 meter över havet. Sjön avvattnas av vattendraget Lillån.

## Delavrinningsområde
Hallsjön ingår i det delavrinningsområde (625104-147939) som SMHI kallar för Mynnar i Nättrabyån. Medelhöjden är 99 meter över havet och ytan är 28,15 kvadratkilometer. Det finns ett avrinningsområde uppströms, och räknas det in blir den ackumulerade arean 51,12 kvadratkilometer. Lillån som avvattnar avrinningsområdet har biflödesordning 2, vilket innebär att vattnet flödar genom totalt 2 vattendrag innan det når havet efter 20 kilometer. Avrinningsområdet består mestadels av skog (70 procent) och jordbruk (11 procent). Avrinningsområdet har 1,38 kvadratkilometer vattenytor vilket ger det en sjöprocent på 4,9 procent.